# Yvonne Carrara
Yvonne Carrara (* 1969) ist eine Schweizer Politikerin (SVP). Sie gehört seit 2018 dem Landrat des Kantons Glarus an.

## Leben
Yvonne Carrara absolvierte eine KV-Lehre sowie einen Sprachaufenthalt in England. Nach Tätigkeiten in verschiedenen Betrieben im Glarnerland gründete sie ein Geschäft für Haushaltsgeräte. Sie wohnt in Mollis, ist verheiratet und Mutter von drei Kindern.
Carrara wurde 2018 im Landrat vereidigt und übernahm später die Leitung des Präsidials der Kommission Gesundheit und Soziales. Sie ist Aktivmitglied und Revisorin im Verein «Harmoniemusik Näfels» sowie Mitglied bei den Business and Professional Women (BPW) Club Glarus.

## Belege
1. 1 2  svp-gl.ch: Yvonne Carrara – Landrätin. Abgerufen am 15. Januar 2025.
2. 1 2  bpw-glarus.ch: Einführungsreferat von Yvonne Carrara – Landrätin. 15. Januar 2019; abgerufen am 15. Januar 2025.

| Personendaten    | Personendaten               |
| ---------------- | --------------------------- |
| NAME             | Carrara, Yvonne             |
| KURZBESCHREIBUNG | Schweizer Politikerin (SVP) |
| GEBURTSDATUM     | 1969                        |